# 山本哲也 (野球)
山本 哲也（やまもと てつや、1934年9月26日 - 2019年10月13日）は、熊本県熊本市出身のプロ野球選手（捕手）・コーチ。弟は阪急ブレーブスで活躍した山本公士。

## 経歴
熊本工業高校では同期の山部儒也らとバッテリーを組み、捕手として3年次の1952年に夏の甲子園予選西九州大会決勝へ進出するも、長崎商の太田正男に完封を喫し甲子園出場はならなかった。他の高校同期に八浪彬雄（巨人）、島田雄二がいた。
山部と共に卒業後の1953年に大阪タイガースへ入団し、2年目の1954年には二軍の正捕手となる。当初は熊本工の先輩である後藤次男が左腕の山部を高く評価し、球団に獲得を進言。阪神フロントが山部獲得のため熊本に赴いて説得したところ、山部が「（相棒捕手の）山本と一緒なら入団する」と言ったことから、山本もタイガースに入団することとなった。山部は1軍で投げることなく3年で退団したため、抱き合わせで入団した山本が主力選手に成長することになった。入団時の正捕手は徳網茂で、続いて石垣一夫が正捕手になったが、1957年からは石垣に代わって正捕手の座を獲得。1958年に日系二世の田中義雄監督が就任すると、リードと守備に秀でた山本を重用し、1959年の天覧試合にも出場している。球史に残る長嶋茂雄の「天覧サヨナラ本塁打」を山本は真後ろからマスク越しに見ることになり、打たれた村山実は「ファウルだった」と主張したが、小山正明は「（捕手の）山本哲也が抗議していなかったから、ホームランなんだろう」と語っている。オールスターにも2度出場（1958年、1959年）し、1959年の第2戦（大阪）では安打を放っている。打率は2割前後と打てる打者ではなかったが、渡辺省三・小山・村山といった名投手とバッテリーを組み、守備面で多大な貢献をした。1962年には戸梶正夫との併用ながらリーグ優勝に力を添え、同年の東映との日本シリーズでは7戦中6戦に先発マスクを被る。10月13日の第1戦（甲子園）では2回に土橋正幸から右犠飛で先制点を挙げるが、その後は振るわず9打数1安打に終わった。1963年には福塚勝哉・辻佳紀の台頭もあって控えに回り、相性の良かった小山とのバッテリーを中心に起用された。この年の阪神は山本ー小山のほか、福塚ー村山や戸梶ージーン・バッキーなど相性の良さで捕手を起用し、今でいう「プラトーン・システム」でやりくりした。1964年限りで現役を引退。
引退後も阪神で二軍バッテリーコーチ（1965年 - 1967年, 1976年 - 1979年）、一軍ブルペンコーチ（1975年）、スカウト（1968年 - 1974年）、スコアラー（1980年 - 1984年）、業務部次長記録担当（1985年 - 1995年）を歴任。コーチ1期目の1967年には二軍のブルペン担当ながら、新人時代の江夏豊の球を受けた。スカウトに転出した1968年もキャンプ地を訪れると、江夏はすぐに山本を見つけ出して「おっさん、ちょっと治してくれないか。悪いところがあったら言うてくれ」と頼み、新任の一軍投手コーチであった林義一も山本の手腕に期待。山本はジャージ姿になってブルペンに行き、投げる時に体が一塁側に早く開いてしまう癖を見つけ、江夏に「ユタカ、体の開きが早くなっているからボールに力がない。開かないように外角からまず投げろ。外から投げて、次第に体を閉めて内角へ投げよう。最初から内角ばかりに投げると体のバランスが悪くなる」と忠告。普通の投球練習では内角から始めて徐々に外角へ変えてゆくが、山本はあえて逆の練習方法を行った。江夏のバランスは改善され、内角、外角双方へ力の入ったボールが行くようになり、2年目は25勝、401奪三振という成績を残し、以後大投手への道を歩むきっかけを作った。山本は江夏の球を受け続けた結果、指は関節が曲がるのとは逆の方向に「く」の字の形に曲がってしまった。江夏は和田徹と組みたかったが、14歳上の大先輩である山本が相手ゆえ、常に気が張り詰めて手が抜けなかった。そうした緊張感の中で投げたことで、実戦のマウンドでも満足な成績が残せたため、後に「江夏豊という投手は、山本さんに育てられたと言っても過言ではない。」と著書に記している。1995年の阪神・淡路大震災で被災して以降、退職後の1996年に故郷の熊本へ転居し、少年野球の指導にあたった。
2019年10月13日に心臓突然死により熊本市内の病院で死亡していたことが、同16日に阪神球団より発表された。85歳没。当日まで自宅で気丈であったが突然倒れ、救急車で病院に搬送されるも意識は戻らず、前日は孫と電話で食事の約束をしたばかりであった。同年4月には杖をつきながら外出し、曲がったままの左親指を前に差し出しながら「俺の勲章だよ」と懐かしんでいた。通夜・告別式は同15日に近親者で執り行われた。

## 詳細情報

### 年度別打撃成績
| 年 度      | 球 団      | 試 合 | 打 席 | 打 数 | 得 点 | 安 打 | 二 塁 打 | 三 塁 打 | 本 塁 打 | 塁 打 | 打 点 | 盗 塁 | 盗 塁 死 | 犠 打 | 犠 飛 | 四 球 | 敬 遠 | 死 球 | 三 振 | 併 殺 打 | 打 率 | 出 塁 率 | 長 打 率 | O P S |
| ---------- | ---------- | ----- | ----- | ----- | ----- | ----- | -------- | -------- | -------- | ----- | ----- | ----- | -------- | ----- | ----- | ----- | ----- | ----- | ----- | -------- | ----- | -------- | -------- | ----- |
| 1953       | 阪神       | 6     | 5     | 5     | 0     | 1     | 0        | 0        | 0        | 1     | 0     | 0     | 0        | 0     | --    | 0     | --    | 0     | 1     | 0        | .200  | .200     | .200     | .400  |
| 1954       | 阪神       | 16    | 6     | 6     | 2     | 1     | 0        | 0        | 1        | 4     | 2     | 1     | 0        | 0     | 0     | 0     | --    | 0     | 0     | 0        | .167  | .167     | .667     | .833  |
| 1955       | 阪神       | 54    | 73    | 69    | 8     | 17    | 2        | 0        | 0        | 19    | 2     | 1     | 0        | 0     | 0     | 3     | 0     | 1     | 9     | 0        | .246  | .288     | .275     | .563  |
| 1956       | 阪神       | 57    | 91    | 86    | 7     | 15    | 3        | 1        | 0        | 20    | 4     | 3     | 0        | 4     | 0     | 1     | 0     | 0     | 16    | 2        | .174  | .184     | .233     | .416  |
| 1957       | 阪神       | 93    | 265   | 248   | 22    | 56    | 9        | 3        | 3        | 80    | 21    | 6     | 2        | 6     | 1     | 9     | 1     | 1     | 27    | 9        | .226  | .256     | .323     | .578  |
| 1958       | 阪神       | 87    | 255   | 239   | 21    | 47    | 8        | 1        | 3        | 66    | 17    | 7     | 6        | 3     | 1     | 10    | 0     | 2     | 28    | 5        | .197  | .235     | .276     | .511  |
| 1959       | 阪神       | 122   | 339   | 321   | 17    | 61    | 10       | 2        | 1        | 78    | 15    | 2     | 2        | 6     | 3     | 8     | 1     | 1     | 43    | 7        | .190  | .212     | .243     | .455  |
| 1960       | 阪神       | 99    | 216   | 194   | 9     | 45    | 4        | 0        | 1        | 52    | 12    | 3     | 2        | 5     | 4     | 11    | 0     | 2     | 35    | 3        | .232  | .280     | .268     | .548  |
| 1961       | 阪神       | 107   | 236   | 220   | 13    | 41    | 3        | 0        | 1        | 47    | 11    | 2     | 4        | 9     | 0     | 7     | 0     | 0     | 31    | 6        | .186  | .211     | .214     | .425  |
| 1962       | 阪神       | 98    | 164   | 144   | 7     | 34    | 4        | 0        | 0        | 38    | 11    | 4     | 0        | 11    | 0     | 8     | 1     | 1     | 17    | 6        | .236  | .281     | .264     | .545  |
| 1963       | 阪神       | 77    | 115   | 105   | 6     | 20    | 2        | 2        | 2        | 32    | 14    | 0     | 0        | 3     | 2     | 4     | 0     | 1     | 15    | 2        | .190  | .227     | .305     | .532  |
| 1964       | 阪神       | 38    | 19    | 18    | 0     | 3     | 0        | 0        | 0        | 3     | 0     | 0     | 1        | 0     | 0     | 1     | 0     | 0     | 2     | 1        | .167  | .211     | .167     | .377  |
| 通算：12年 | 通算：12年 | 854   | 1784  | 1655  | 112   | 341   | 45       | 9        | 12       | 440   | 109   | 29    | 17       | 47    | 11    | 62    | 3     | 9     | 224   | 41       | .206  | .239     | .266     | .505  |

### 記録
- オールスターゲーム出場：2回 （1958年、1959年）

### 背番号
- 39 （1953年 - 1956年）
- 25 （1957年 - 1964年）
- 67 （1965年 - 1967年）
- 77 （1975年 - 1979年）